# Luis Alberto Huamán Camayo
Luis Alberto Huamán Camayo OMI (ur. 5 lutego 1970 w Tarma) – peruwiański duchowny rzymskokatolicki, arcybiskup metropolita Huancayo od 2024.

## Życiorys
Święcenia kapłańskie otrzymał 6 października 2001 w zgromadzeniu oblatów Maryi Niepokalanej. Był m.in. kierownikiem post-nowicjatu w Cochabambie, proboszczem zakonnej parafii w Comas, ekonomem i przełożonym delegatury oblackej w Peru oraz radnym generalnym zakonu
21 maja 2021 papież Franciszek mianował go biskupem pomocniczym Huancayo ze stolicą tytularną Tepelta. Sakry udzielił mu 16 lipca 2021 kardynał Pedro Barreto.
12 lutego 2024 został mianowany arcybiskupem metropolitą Huancayo.